# Kousséri
Kousséri – miasto w Kamerunie, położone nad rzeką Szari w Regionie Dalekiej Północy. Stolica departamentu Logone-et-Chari. Leży nad granicą z Czadem - na drugim brzegu rzeki leży Ndżamena. Liczy około 176,2 tys. mieszkańców i liczba ta gwałtownie wzrasta. Ważny ośrodek handlowy.
W 1900 w pobliżu obecnego miasta rozegrała się bitwa, w której Francuzi, pokonując siły Afrykańczyków, zapewnili sobie panowanie nad Czadem.